# Comité Internacional Federativo de Terminología Anatómica
El Comité Internacional Federativo de Terminología Anatómica (FICAT, siglas en inglés de Federal International Committee on Anatomical Terminology) es un grupo de expertos que revisan, analizan y discuten los términos morfológicos de las estructuras del cuerpo humano. Dependen de la Federación Internacional de Asociaciones de Anatomistas (IFAA).

## Origen y antecedentes
Este comité se creó en 1989, en el 13º Congreso Internacional de Anatomistas, realizado en Río de Janeiro, Brasil. Sucedió al antiguo Comité Internacional de Nomenclatura Anatómica (IANC).
Los profesionales que lo integran son reconocidos profesores e investigadores con conocimiento de la terminología médica. 
Se reúnen periódicamente en distintos países, para tratar la terminología morfológica: anatómica, histológica y embriológica del cuerpo humano.
Los resultados de este Comité se publicaron en 1998 en el área anatómica, en el 2008 en el área histológica y en el 2009 en el área embriológica.
Actualmente los profesionales que lo integran pertenecen a cuatro continentes: África : Sudáfrica; América : EUA y Costa Rica; Asia : China, Japón y Rusia; Europa : Alemania, Eire, Italia, Portugal y Suiza.

## Objetivos y alcances
Estudian la problemática generada por la diversidad de los términos morfológicos y sus posibles soluciones. 
La finalidad es lograr un lenguaje científico común que permita la integración internacional en estas disciplinas.
La FIPAT sugiere el latín como idioma base para todas las terminologías, aunque gran parte de los términos derivan del griego.
Esto se refleja en el campo de  la investigación, la docencia y la práctica médica asistencial a nivel mundial, facilitando el intercambio científico y el progreso en las distintas especialidades médicas.